# Gösta Terserus
Gösta Terserus (15 de julio de 1904 - 25 de agosto de 1978) fue un actor y profesor teatral de nacionalidad sueca.

## Biografía
Su nombre completo era Gösta Olof Edvard Terserus, y nació en Estocolmo, Suecia. Terserus cursó estudios en la escuela del Teatro Dramaten en 1924–1926. Trabajó en teatros de Ernst Eklund en 1929–1939. Fue director en siete espectáculos de revista representados en el Casino. 
Además de su trabajo teatral, dirigió una escuela desde 1939 a 1960 en Estocolmo. También fue nombrado director de la escuela del Riksteatern en 1960. 
Gösta Terserus falleció en Estocolmo en el año 1978. Fue enterrado en el Cementerio Gamla de Gävle. Estuvo casado entre 1929 y 1932 con la actriz Stina Seelig. 

## Filmografía
- 1925 : Öregrund-Östhammar
- 1936 : Flickorna på Uppåkra
- 1941 : Striden går vidare

## Teatro (selección)

### Actor
- 1925 : Sankta Johanna, de George Bernard Shaw, dirección de Gustaf Linden, Dramaten
- 1926 : Jokern, de H. Marsh Harwood, dirección de Olof Molander, Dramaten
- 1928 : Mördaren, de Hildur Dixelius, dirección de Ernst Eklund, Komediteatern[2]
- 1929 : La ópera de los tres centavos, de Bertolt Brecht y Kurt Weill, dirección de Ernst Eklund, Komediteatern[3]
- 1930 : God morgon, Bill, de P. G. Wodehouse y Ladislaus Fodor, dirección de Gösta Cederlund, Komediteatern[4]
- 1934 : Tovaritch, de Jacques Deval, dirección de Ernst Eklund, Komediteatern[5]
- 1936 : Regina von Emmeritz, de Zacharias Topelius, dirección de Ernst Eklund, Skansens friluftsteater[6]
- 1937 : Timmen H, de Pierre Chaine, dirección de Ernst Eklund, Komediteatern[7]
- 1938 : Värmlänningarna, de Fredrik August Dahlgren y Andreas Randel, dirección de Ernst Eklund, Skansens friluftsteater[8]

### Director
- 1933 : Tom Sawyer, de Carl-Otto Sandgren, Komediteatern
- 1935 : Noche de reyes, de William Shakespeare, Komediteatern
- 1935 : Nøddebo præstegård, de Elith Reumert, Komediteatern[9]
- 1936 : Erasmus Montanus, de Ludvig Holberg, Komediteatern
- 1937 : Buffalo Bill, de Carl-Otto Sandgren, Komediteatern
- 1937 : Pojkar, de Gösta Terserus, Komediteatern
- 1938 : Huckleberry Finns äventyr, Komediteatern
- 1939 : Livet på landet, de Peter Fristrup, Teatro Oscar
- 1945 : Hjärtan och njurar, de John Patrick, Malmö stadsteater
- 1951 : Vår lilla stad, de Thornton Wilder, Stockholms parkteater
- 1956 : Job Klockmakares dotter, de Sara Lidman, Riksteatern[10]
- 1957 : Gringoire, de Théodore de Banville, Parkteatern[11]
- 1960 : Tre maa man være, de Jens Locher, Parkteatern[12]
- 1962 : Erasmus Montanus, de Ludvig Holberg, Parkteatern[13]